# Kuja catenula
Kuja catenula is een vlinder uit de familie venstervlekjes (Thyrididae). De wetenschappelijke naam van deze soort is voor het eerst geldig gepubliceerd in 1892 door Pagenstecher.
De soort komt voor in tropisch Afrika.